# 黑木紋龜
黑木紋龜（學名：Rhinoclemmys funerea），是地龜科木紋龜屬的一種，分佈於哥斯達黎加、尼加拉瓜等地。黑木紋龜的頭部、殼及底甲也為黑色，而四肢的皮膚則為黑色的斑紋。

## 分佈
黑木紋龜主要分佈在巴拿馬、哥斯達黎加、尼加拉瓜及洪都拉斯南部。

## 特徵
黑木紋龜的腹甲長度可達32.5厘米。背甲較為扁平，呈黑色或深褐色。腹甲為黑色，而每塊盾甲的邊緣也有白色的部分。
頭部和頸部及四肢有黑色的條紋，下顎和喉嚨亦有黑點的分佈。
幼龜的背甲是棕色的，但隨著年齡的增長，背甲會漸漸變為黑色。

## 習性
喜歡棲息於河流和沼澤，屬好水的龜種。
屬雜食性動物，會吃植物、水果，偶然會吃昆蟲和其他節肢動物。
而雌龜每年最多可生產4次，每次可以下約三隻蛋。

## 人工飼養
黑木紋龜可能作為寵物飼養，它已被進口到日本、香港及台灣等地。但由於野生種群數量減少，因次市面大部分的幼龜也為人工繁殖。而人工飼養大多數也是飼養在飼養箱，但成體龜的體型要比較大，如果不能為龜隻提供足夠生活空間則不能適合飼養。而提供的飼養環境是需要在陸地提供的，如塑料制龜浮島和浮木等。